# Сокар

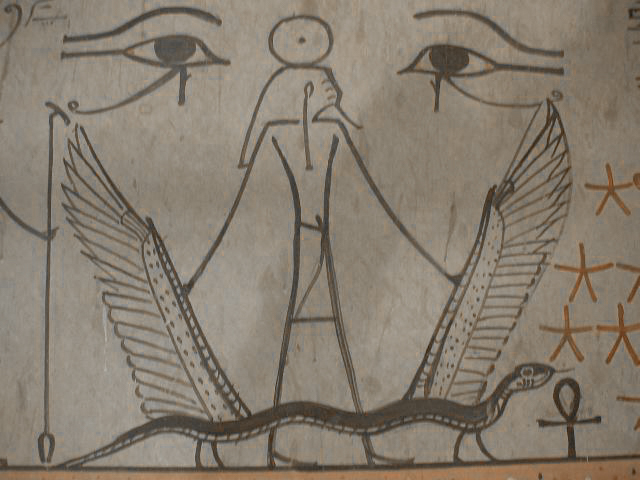
Представлення Сокара на могилі Тутмоса III

Сока́р, Секе́р, Зонка́р — один із найстарших богів померлих в Єгипті. Спочатку був богом плодючості, проте пізніше змінив свій образ. Сокар - бог-покровитель мемфіського некрополя, де вже з 1 династії ховали мертвих. Через це Сокар і став богом мертвих. Бог зображувався у вигляді муміфікованого сокола або мумії з головою сокола. Про походження культу Сокара практично нічого не відомо; цей бог з давніх-давен пов'язувався з землею і раніше був ототожнений з Осірісом, богом померлих.

Припускають походження назви міста мертвих Саккара від його імені.

Був також богом на землі та вважався покровителем робітників з металом.

З часом відбулося злиття культів богів мертвих Осіріса та Сокара із земним Пта.